# Tesourinha-da-mata
Tesourinha-da-mata (nome científico: Phibalura flavirostris) é uma espécie de ave passeriforme da família dos cotingídeos (Cotingidae). É a única espécie do género Phibalura. Pode ser encontrada na Argentina, Bolívia, Brasil e Paraguai. Os seus habitats naturais são: florestas subtropicais ou tropicais húmidas de baixa altitude e regiões subtropicais ou tropicais húmidas de alta altitude.

## Distribuição e habitat
A tesourinha-da-mata está distribuída no sudeste do Brasil (do centro da Bahia, sul de Goiás, Minas Gerais e Espírito Santo ao sul do Rio Grande do Sul), Paraguai e na província de Misiones, no nordeste da Argentina. Esta espécie é considerada rara e local em seu habitat natural, nas bordas da mata e também em clareiras arborizadas na Mata Atlântica abaixo de 1 400 metros de altitude. Alimenta-se de frutas (principalmente bagas de visco) e insetos.

## Sistemática
A espécie P. flavirostris foi descrita pela primeira vez pelo naturalista francês Louis Jean Pierre Vieillot em 1816 sob o mesmo nome científico; localidade tipo "Rio de Janeiro, Brasil". O nome genérico feminino Phibalura deriva do grego phibalōs (esbelto) e oura (cauda) e significa "rabo delgado"; e o nome específico flavirostris vem do latim flavus (amarelo, amarelo-ouro) e rostris (bicudo) e significa "de bico amarelo".

## Taxonomia
A subespécie nominal (P. f. flavirostris) é encontrada na Mata Atlântica no sudeste do Brasil, leste do Paraguai e Argentina (somente Misiones). A subespécie P. f. boliviana, que  foi redescoberta em 2000 após 98 anos sem nenhum registro, está restrita às proximidades de Apolo, na Bolívia. Ambas as populações estão ameaçadas pela perda de habitat.
A subespécie P. f. boliviana é tratada pela BirdLife International e na World Bird List Versão 8.2 como uma espécie separada. No entanto, o Comitê de Classificação da América do Sul decidiu não dividir a tesourinha-da-mata em 2011, e um grande estudo filogenético molecular da família dos cotingídeos publicado em 2014 encontrou apenas pequenas diferenças entre as sequências de DNA dos dois táxons e, portanto, não fornecem evidências para apoiar o tratamento de P. f. boliviana como uma espécie separada.

## Conservação
O tesourinha-da-mata tem uma população moderadamente pequena que se suspeita estar a diminuir moderada rapidamente devido à perda de habitat. Por conseguinte, a União Internacional para a Conservação da Natureza (UICN / IUCN) é classificado como Quase Ameaçado. No Brasil, consta em várias listas de conservação: em 2005, foi classificada como vulnerável na Lista de Espécies da Fauna Ameaçadas do Espírito Santo; em 2010, como pouco preocupante no Livro Vermelho da Fauna Ameaçada no Estado do Paraná e na Lista de Espécies Ameaçadas de Extinção da Fauna do Estado de Minas Gerais de 2010; em 2011, como em perigo na Lista das Espécies da Fauna Ameaçada de Extinção em Santa Catarina; em 2014, como quase ameaçada no Livro Vermelho da Fauna Ameaçada de Extinção no Estado de São Paulo e na Lista das Espécies da Fauna Ameaçadas de Extinção no Rio Grande do Sul; em 2017, como em perigo na Lista Oficial das Espécies da Fauna Ameaçadas de Extinção do Estado da Bahia; e em 2018, como pouco preocupante na Lista Vermelha do Livro Vermelho da Fauna Brasileira Ameaçada de Extinção do Instituto Chico Mendes de Conservação da Biodiversidade (ICMBio).